# Liste der Museen in der Steiermark

## A
- Admont
  - Stift Admont
- Altaussee
  - Literaturmuseum Altaussee

## B
- Bad Gleichenberg
  - Brunnenhaus Bad Gleichenberg
- Bad Radkersburg
  - Pavelhaus
  - Museum im alten Zeughaus Stadtmuseum Bad Radkersburg
- Bärnbach
  - Schloss Alt-Kainach

## D
- Deutschfeistritz
  - Österreichisches Freilichtmuseum in Kleinstübing
  - Schloss Stübing
  - Sensenwerk Deutschfeistritz
- Deutschlandsberg
  - Burg Deutschlandsberg
  - Bauernhausmuseum Herk

## E
- Edelsbach bei Feldbach
  - Weltmaschine des Franz Gsellmann
- Eisenerz
  - Erzbergbahn

## F
- Feldbach
  - Heimatmuseum und Fischereimuseum im Tabor der Leonhardskirche
- Fohnsdorf
  - Kohlebergwerk Wodzicki
- Fürstenfeld
  - Museum Pfeilburg – Museum für Ur- und Früh- und Zeitgeschichte, Stadtmuseum und Tabakmuseum

## G
- Grafendorf bei Hartberg
  - Heimatmuseum Grafendorf
- Graz
  - Diözesanmuseum Graz
  - Frida und Fred - Das Grazer Kindermuseum
  - Hans Gross Kriminalmuseum
  - Johann Puch Museum Graz
  - Kunstgarten Graz
  - Montan- und Werksbahnmuseum Graz
  - Museum der Wahrnehmung
  - Österreichisches Luftfahrtmuseum
  - Stadtmuseum Graz
  - Tramway Museum Graz
  - Universalmuseum Joanneum mit
    - Joanneumsviertel:
      - Neue Galerie Graz
      - Naturkundemuseum
      - CoSA – Center of Science Activities

    - Kunsthaus Graz
      - Camera Austria im Kunsthaus Graz

    - Landeszeughaus
    - Museum im Palais
    - Schloss Eggenberg mit
      - Park und Prunkräumen
      - Alte Galerie
      - Archäologiemuseum
      - Münzkabinett

    - Volkskundemuseum
- Großklein
  - Hallstattzeitliches Museum Großklein
  - Schloss Ottersbach
- Groß Sankt Florian
  - Steirisches Feuerwehrmuseum

## H
- Hartberg
  - Stadtmuseum Hartberg – Museum für Ur- und Früh- und Zeitgeschichte, Stadtmuseum

## J
- Judenburg
  - Stadtmuseum Judenburg – Museum für Früh- und Zeitgeschichte, Stadtmuseum

## K
- Kitzeck im Sausal
  - Weinmuseum Kitzeck
- Krieglach
  - Kluppeneggerhof
  - Waldschule Alpl

## L
- Lieboch
  - Technisches Eisenbahnmuseum Lieboch

## M
- Maria Lankowitz
  - Schloss Lankowitz
- Murau
  - Heimatmuseum im ehemaligen Kapuzinerkloster
- Mürzzuschlag
  - Brahmsmuseum Mürzzuschlag
  - Südbahnmuseum Mürzzuschlag
  - Wintersportmuseum

## N
- Neumarkt in der Steiermark
  - Das Andere Heimatmuseum

## P
- Pöllau
  - echophysics im Stift Pöllau
- Premstätten
  - Österreichischer Skulpturenpark

## R
- Rohrbach an der Lafnitz
  - Schloss Aichberg

## S
- Sankt Bartholomä
  - Alte Kirche
- Sankt Georgen am Kreischberg
  - Holzmuseum Murau
- Semriach
  - Kunsthalle K2
- Stadl-Predlitz
  - Montanmuseum Turrach
- Stainach-Pürgg
  - Schloss Trautenfels
- Stainz
  - Schloss Stainz
- Straden
  - Johannisbrunnen-Heilwasser mit dem Heilwassermuseum Johannisbrunnen und einem Hochzeitsmuseum

## T
- Trofaiach
  - Schloss Stibichhofen

## W
- Wagna
  - Flavia Solva